# Suuluoto (ö i Satakunta)
Suuluoto är en ö i Finland. Den ligger i sjön Joutsijärvi och i kommunen Ulvsby i den ekonomiska regionen  Björneborgs ekonomiska region  och landskapet Satakunta, i den sydvästra delen av landet, 210 km nordväst om huvudstaden Helsingfors. Öns area är 3 hektar och dess största längd är 260 meter i öst-västlig riktning.